# 神戸新聞社
株式会社神戸新聞社（こうべしんぶんしゃ）は、日本の兵庫県神戸市中央区に本社を置く新聞社である。

## 概要
神戸新聞（2022年7 - 12月期の日本ABC協会調査による発行部数は朝刊403,204部、夕刊111,863部）とデイリースポーツを発行する。神戸新聞の創刊は会社設立から10日後の1898年2月11日。
京都新聞社とは災害時の”新聞発行協定”を締結している。1995年の阪神・淡路大震災発生時には、 緊急援助協定を発動し、京都新聞の協力で無休刊で新聞を発行した。

### 社是
私たちは公正に伝え、人をつなぎ、くらしの充実と地域の発展につくす。

## 沿革
- 1898年（明治31年）2月11日 - 川崎正蔵によって神戸新聞が創刊（神戸新聞社発足は同年2月1日）。本社は神戸市栄町であった[3]。
- 1899年（明治32年）2月11日 - 松方幸次郎（株式会社川崎造船所（現・川崎重工業株式会社）社長）が神戸新聞社初代社長に就任、2代目社主に川崎芳太郎。
- 1918年（大正7年）8月12日 - 米騒動で鈴木商店とともに本社が焼き打ちに遭って全焼するが、翌8月13日付新聞を関連会社の「神戸社」で代行印刷し、無休刊発行を維持した[3]。
- 1920年（大正9年）11月1日 - 神戸川崎財閥から脱退して株式会社化。
- 1931年（昭和6年）8月1日 - 神戸新聞、京都日日新聞、大阪時事新報が統合され、三都合同新聞社が発足[3]。
- 1933年（昭和8年）12月21日 - 京都日日新聞を分離。
- 1935年（昭和10年）7月22日 - 大阪時事新報を分離。社名を再び株式会社神戸新聞社とする。
- 1939年（昭和14年）6月18日 - 東川崎町に神戸新聞新社屋完成。
- 1945年（昭和20年）
  - 3月17日 - 神戸大空襲で東川崎町の本社全焼(死傷者有)[3]。
  - 3月18日 - この日から10月14日付までの新聞を朝日新聞社で委託印刷(無休刊)。
  - 10月14日 - 兵庫区湊町一丁目（新開地）に本社社屋を再建。自力印刷再開[3]。
- 1948年（昭和23年）8月1日 - デイリースポーツを創刊[3]。
- 1952年（昭和27年）4月1日 - 神戸放送（通称ラジオ神戸、現ラジオ関西）を開局。
- 1955年（昭和30年）2月1日 - 株式会社デイリースポーツ社設立。
- 1956年（昭和31年）5月3日 - 本社を新開地から国鉄（現在のJR西日本）三ノ宮駅前の神戸新聞会館に移転[3]。
- 1958年（昭和33年）11月22日 - 共同出資により、関西テレビ放送を開局。
- 1961年（昭和36年）10月7日 - 企画広告「ガンとたたかう」が日本新聞協会の第4回新聞社広告企画賞に初入賞。以降、1996年まで通算31回の受賞果たす[3]。
- 1969年（昭和44年）5月1日 - サンテレビジョンを開局。
- 1976年（昭和51年）5月15日 - 神戸まつり事件で取材中のカメラマン1名が死亡。
- 1988年（昭和63年）6月1日 - 電算写植システム「六甲」運用開始。
- 1990年（平成2年）3月12日 - 印刷工場・製作センターが神戸市西区のハイテクパーク内に完成[3]。
- 1994年（平成6年）1月1日 - 京都新聞社との間に「緊急事態発生時における新聞発行援助協定」を締結。
- 1995年（平成7年）
  - 1月17日 - 阪神・淡路大震災（兵庫県南部地震）で、神戸新聞会館が「全壊」判定を受ける。電算写植「六甲」も損害を受け使用不能となる。緊急援助協定を発動し、京都新聞の協力で無休刊で発行。震災の生々しい現状を伝えた（#阪神・淡路大震災当時）[3]。
  - 1月23日 - 神戸ハーバーランドの「ダイヤニッセイビル」の空きフロアに暫定社屋をオープンさせる。ただし登記上の本店は印刷所「神戸新聞総合印刷西神印刷センター」のある西区室谷に置いていた。
  - 10月17日 - 京都新聞との合同震災企画「生きる」が日本新聞協会賞受賞[3]。
- 1996年（平成8年）7月1日 - 神戸ハーバーランドの神戸情報文化ビル（エコール・マリン）に神戸新聞社新社屋が完成[3]。
- 1997年（平成9年）6月4日 - 神戸連続児童殺傷事件。少年Aから犯行声明が郵送された。
- 1998年（平成10年）2月1日 - 会社設立100周年[3]。
- 2006年11月26日　-　パチンコ店において携帯電話のカメラ機能で女性店員のスカート内部を撮影したとして、編集局写真部員が兵庫県迷惑防止条例違反の現行犯で逮捕された。なお、部員は被疑事実を否認した[4]。
- 2007年 （平成19年）
  - 阪急タクシーを使い販売店への新聞配送を違法に行っていたとして、京都府警察の家宅捜索を受ける。
  - 9月22日 - 電算写植が再びダウン。同日付の夕刊（約25万6000部発行）と23日付朝刊（約56万部）の制作を、「援助協定」に基づき京都新聞社に依頼して発行、翌23日未明にシステムは復旧。データベースを提供した日本オラクルとNECが不具合を発表した。
  - 11月1日 - 読者クラブ「ミントクラブ」発足[3]。
- 2008年（平成20年）2月より新ロゴマーク制定（新聞の題字変更なし）。
- 2010年（平成22年）
  - 3月 - デイリースポーツ社を吸収合併[3]。取締役会の下にデイリースポーツ事業本部・編集局・販売局・広告事業局・管理部を設置。
  - 12月29日 - 兵庫県の緊急雇用創出事業に基づいて、サブカルチャーに関する取材やウェブデザインを行う若干名のアルバイト募集広告を掲載したところ、大きな反響を生む。詳細は当該項を参照。
- 2012年（平成24年）
  - 10月14日 - 神戸新聞社などでつくる実行委員会が「六甲山大学」を開校[3]。
  - 11月1日 - 電子新聞「神戸新聞NEXT（ネクスト）」を創刊[3]。
- 2014年（平成26年）7月7日 - 地域課題の解決に向け、神戸大学と連携協定を締結。
- 2015年（平成27年）6月2日 - スポーツを通じた地域振興に向け、ヴィッセル神戸と連携協定を締結。
- 2016年（平成28年）6月25日 - 甲南大学と連携協定締結。地域振興・防災・減災など6分野で協力。
- 2019年（令和元年）
  - 4月 - 関西発のやわらかニュースを発信するニュースサイト「まいどなニュース」を創刊[5]。
  - 5月 - 姫路支社を姫路本社に改組し、印刷工場と播磨製作センターを開設。
- 2020年（令和2年）12月 - 神戸新聞の電子縮刷版が完成。創刊から平成までの120年分を収録[3]
- 2023年（令和5年）- 役員報酬と管理職級を削減。賞与も削減を実施。
  - 6月 - 早期退職を募集。割増退職金に9億3081万7000円を計上。募集人数は不明。[6]
  - 7月 - 7月1日から朝夕刊セットの月ぎめ購読料（消費税込）を4400円から4900円に、朝刊のみの統合版地域は、3400円から3900円に改定。１部売り定価は、朝刊を150円から160円に、夕刊を50円から50円に改定。[7]

### 三都合同新聞
1931年から1935年にかけて存在した新聞トラスト。神戸新聞社が京都日日新聞・大阪時事新報を相次いで買収して合併。神戸新聞社を三都合同新聞社に改組して本店を大阪市に、支店を京都市・神戸市に設置し、それぞれに編集発行拠点を置いて三紙の題号をそのまま継承して発行した。
京都日日新聞は京都府の地方紙として京都日出新聞（現：京都新聞）に次ぐ存在であり、これに大阪の大阪朝日新聞（現：朝日新聞）や大阪毎日新聞（現：毎日新聞）、名古屋市の新愛知（現：中日新聞）などが加わり熾烈な部数競争を行っていた。また大阪時事新報は、大阪府下では大阪朝日・大阪毎日に次ぐ存在でありながら両者に大きく水をあけられ、後発の夕刊大阪新聞（後の大阪新聞。現：産経新聞）にも追い上げられていた。
神戸新聞社はこれら二紙を買収して部数の立て直しを図ったが、なかなか統合効果が現れなかった。特に大阪時事新報の経営が思わしくなかったため、三紙の協調が崩れた。まず、京都日日新聞を分離し、次いで大阪時事新報を分離。商号を神戸新聞社に、本店を神戸市にそれぞれ戻し、神戸新聞の編集発行のみに戻った。

### 阪神・淡路大震災当時
1995年1月17日、阪神・淡路大震災（兵庫県南部地震）が発生。当時神戸新聞本社があった新聞会館も被災。ビルの全壊という被害が発生した。この当時、神戸新聞・デイリースポーツの新聞印刷機能については神戸市西区の西神ニュータウンに建設された「神戸新聞製作センター」に移動していたが、編集部門・制作部門など新聞発行の心臓部ともいえるCTSホストコンピュータシステムの機器破損および高圧受電盤が損傷し、自社での原版製作が不可能となった。
しかし1994年に京都新聞との「緊急事態発生時における新聞発行援助協定」を結んでいたことを生かし、17日付夕刊は4ページ、翌18日付朝刊は8ページと、頁数が大幅に削減されながらも無休で新聞の発行を続け、震災発生当時の神戸の惨状を的確に伝えた。その後、惨状を知った共同通信社の協力で京都市けいはんなプラザからのヘリコプターによる原版空輸が開始され、大日本スクリーンの協力により他社に出荷予定の特殊カメラを緊急調達してFAX送信された原版を特殊カメラで撮影して新聞印刷用フィルムにするシステムが立ち上がり時間短縮になった。
当時、神戸新聞社はラジオ関西と合同で神戸ハーバーランドに自社新社屋ビル「神戸情報文化ビル・エコールマリン」が建設中で、1996年8月に完成するまで同ビルに近い「ダイヤニッセイビル」の空きフロアを暫定の社屋とし（ただし、登記上での本社所在地は同期間中、西区室谷の製作センターに移していた）、他にも、神戸市の都心部に第二本社を設置して、速いペースでほぼ通常と同じ30頁前後の紙面発行まで復旧することができた。富士通が全面協力し、日本全国の新聞社が予備機材を提供してくれたため、システムの緊急構築に成功した。
また、デイリースポーツも日本経済新聞や販売提携先の地方新聞社との連携で無休発行をするが、カラー印刷が出来なかったり頁数の削減などで、通常の発行に復旧するまでに2か月以上を要した。
デイリースポーツは、原版作製が不可能になったため、休刊を覚悟していたとされるが、日経印刷の全面協力により、同社のシステムを使用して原版製作に着手。日本経済新聞社の協力も得て紙面製作に成功した。神戸本社印刷工場には、日本経済新聞の紙面送信装置を使用して大阪経由で原版を送信。その後聖教新聞社の協力で、神戸新聞印刷工場への直接送信も実施され発行に至った。
これらの過程は、震災発生から満15年の前日、2010年1月16日にフジテレビ系列にてノンフィクションドラマ『神戸新聞の7日間』として放送された。

## 業績推移
| 単位(千円)        | 売上高     | 営業利益  | 経常利益  | 当期純利益 |
| ----------------- | ---------- | --------- | --------- | ---------- |
| 2008年11月(100期) | 52,469,335 | 1,948,611 | 1,387,552 | 411,162    |
| 2009年11月(101期) | 49,856,251 | 1,658,138 | 1,336,837 | 641,078    |
| 2010年11月(102期) | 47,998,878 | 2,390,851 | 1,670,613 | 883,140    |
| 2011年11月(103期) | 47,270,110 | 2,527,262 | 1,798,641 | 1,391,196  |
| 2012年11月(104期) | 47,357,140 | 2,662,209 | 2,067,059 | 916,474    |
| 2013年11月(105期) | 47,533,538 | 3,055,056 | 2,562,935 | 1,351,242  |
| 2014年11月(106期) | 47,183,468 | 3,058,522 | 2,701,858 | 1,351,242  |
| 2015年11月(107期) | 47,655,514 | 2,872,005 | 2,637,572 | 1,385,482  |
| 2016年11月(108期) | 47,040,486 | 2,943,840 | 2,775,969 | 1,675,207  |
| 2017年11月(109期) | 45,888,947 |           | 2,765,613 | 1,805,045  |
| 2018年11月(110期) | 44,616,285 |           | 2,802,365 | 1,668,729  |
| 2019年11月(111期) | 44,335,837 |           | 2,818,510 | 1,614,815  |
| 2020年11月(112期) | 39,652,764 | 1,771,634 | 1,799,916 | 131,099    |
| 2021年11月(113期) | 39,490,568 | 2,258,028 | 2,338,466 | 1,454,779  |
| 2022年11月(114期) | 38,050,144 | 2,008,318 | 2,008,455 | 1,367,523  |
| 2023年11月(115期) | 37,533,551 | 1,135,502 | 1,137,179 | △583,985   |
| 2024年11月(115期) | 36,321,261 | 2,341,553 | 2,373,854 | 1,693,138  |

| 単位(千円)        | 売上高     | 営業利益  | 経常利益  | 当期純利益 |
| ----------------- | ---------- | --------- | --------- | ---------- |
| 2008年11月(100期) | 22,686,015 | 823,134   | 557,042   | 341,883    |
| 2009年11月(101期) | 21,780,610 | 541,318   | 490,222   | 295,876    |
| 2010年11月(102期) | 25,320,981 | 773,439   | 404,982   | 378,040    |
| 2011年11月(103期) | 25,892,360 | 894,988   | 553,140   | 316,654    |
| 2012年11月(104期) | 25,919,507 | 843,330   | 774,403   | 281,507    |
| 2013年11月(105期) | 25,975,516 | 1,106,935 | 1,089,856 | 538,365    |
| 2014年11月(106期) | 25,964,381 | 1,191,755 | 1,293,587 | 755,890    |
| 2015年11月(107期) | 25,294,919 | 1,007,698 | 1,215,076 | 739,344    |
| 2016年11月(108期) | 25,556,403 | 1,042,056 | 1,147,719 | 786,719    |
| 2017年11月(109期) | 25,105,075 |           | 1,247,957 | 963,725    |
| 2018年11月(110期) | 25,186,390 |           | 1,368,099 | 964,505    |
| 2019年11月(111期) | 25,114,767 |           | 1,460,893 | 912,064    |
| 2020年11月(112期) | 24,017,117 | 808,084   | 1,158,408 | 363,179    |
| 2021年11月(113期) | 22,933,244 | 679,900   | 959,552   | 743,227    |
| 2022年11月(114期) | 20,502,171 | 383,171   | 655,382   | 503,631    |
| 2023年11月(115期) | 19,967,693 | △381,395  | 26,095    | △1,118,991 |
| 2024年11月(115期) | 19,929,232 | 959,078   | 1,213,368 | 1,088,562  |

## 不祥事
- 吉本興業の中田カウスが脅迫された事件において、神戸新聞およびデイリースポーツはコメディNo.1の前田五郎（本名・前田邦弘）が真犯人であるかのような報道を行った。前田はこれに対し、名誉を傷つけられたとして、約1100万円の損害賠償を求め神戸新聞を提訴。2010年10月19日、大阪地方裁判所（裁判長・村岡寛）は「（記事は）大阪府警から一定の嫌疑をかけられているとの印象を与え、社会的評価を低下させた」と神戸新聞社のメディア・パニッシュメントを認定、280万円の賠償を命じた[8]。

## 発行新聞
- 神戸新聞（兵庫県域新聞）
- デイリースポーツ（中部地方を除く本州各地・四国地方に発売する「準全国紙」　中国・四国地方は2012年11月30日付まで関連会社の「中四国デイリースポーツ」より発行。法人としての「デイリースポーツ社」一度2010年3月1日に神戸新聞社に合併されていたが、編集部門と中四国デイリーの事業統合[注 7]により2012年12月1日に「デイリースポーツ」として再分社化）
- デイリー馬三郎（競馬新聞。神戸新聞社発祥地の西日本でも一時期発売されていたが、現在は東日本のみ）

### 提携・関連新聞
- 日本経済新聞（兵庫県向けの新聞を神戸新聞総合印刷阪神印刷センター<西宮市>で受託印刷。またデイリースポーツも関東向けの紙面を江東区にある日経東京製作センター<旧・千代田総業>に委託印刷したり、デイリー提供の写真を一部日経のスポーツ面に掲載するなどの提携関係がある。なお日経東京製作センターのうち、新木場工場は2006年1月に日経新聞からの譲渡を受け、デイリースポーツプレスセンターとして直営工場化された[9]）
- 京都新聞（災害協定締結）

デイリースポーツの販売・委託印刷などによる提携（特記がないものは販売委託のみ）
- 河北新報
- 産経新聞大阪本社（2017年より京阪神と北陸3県を中心に流通するデイリースポーツ関西版の委託印刷を実施）
- 山陽新聞
- 中国新聞（広島・山口版印刷委託）
- 徳島新聞
- 愛媛新聞（四国・瀬戸<岡山県・鳥取県・島根県>版印刷委託）
- 高知新聞

※首都圏・大阪府・奈良県・和歌山県・鳥取県では日経・朝日・毎日、また関東では読売、関西では産経の新聞販売店（一部は除く）に販売を委託

## 社史・記念誌

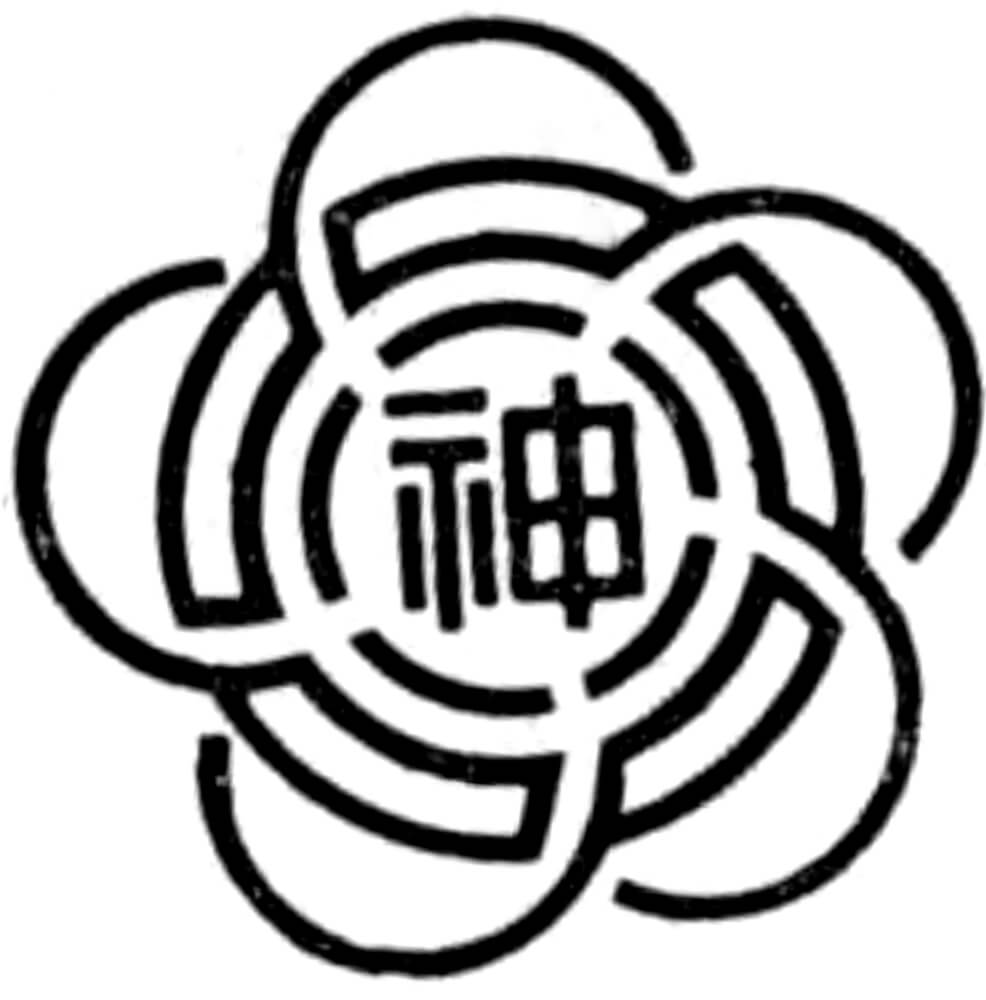
旧社章(中央に旧字体の「神」、周囲に5つの「戸」)

旧・デイリースポーツ社（現・株式会社デイリースポーツ）が発行したものも含む。
- 回顧五十年 神戸新聞ものがたり（神戸新聞社・編） 1948年発行、83ページ。
- 神戸新聞五十五年史（社史編纂委員会・編集） 1953年7月発行、424ページ。
- 神戸新聞社七十年史（神戸新聞社史編纂委員会・編纂） 1968年発行、554ページ。
- 神戸新聞社史（神戸新聞社史編纂委員会・編）1978年2月発行、208ページ。
- デイリースポーツ三十年史（社史編纂委員会　編） 1978年2月発行、191ページ。
- 神戸新聞社九十年史（編纂・神戸新聞社史編纂委員会） 1988年2月11日発行、310ページ（後半101ページはデイリースポーツ四十年史）。
- デイリースポーツ50年史（デイリースポーツ社史編修委員会・編纂） 1998年3月発行、261ページ。
- 神戸新聞百年史（神戸新聞創刊百周年記念委員会社史編修部会・編修） 1998年11月発行、745ページ。
- 神戸新聞百年史 資料編（神戸新聞創刊百周年記念委員会社史編修部会・編修） 1998年11月発行、207ページ。
- 神戸新聞百十年史（神戸新聞百十年史、デイリースポーツ六十年史編纂委員会） 2008年2月発行、377ページ（後半139ページはデイリースポーツ六十年史）。

## 本支社・総支局
- 神戸本社（登記上本店）

兵庫県神戸市中央区東川崎町一丁目5番7号（神戸情報文化ビル、〒650-8571）
- 姫路本社

兵庫県姫路市豊沢町78（〒670-0964）

### 支社
東京・大阪・東播（加古川市）

### 総支局
総局
阪神（西宮市）・北摂（三田市）・明石・北播（加東市）・淡路（洲本市）・但馬（豊岡市）・丹波
支局
相生・赤穂・伊丹・佐用・高砂・浜坂・三木・小野・加西・香住・神崎・篠山・宍粟・宝塚・たつの・津名・西脇・南あわじ・養父・朝来・北神・西神・尼崎・西播磨中央（たつの市）

### 製作センター
西神（神戸市西区）・阪神（西宮市）・播磨（姫路市）

## 連結子会社
2022年11月30日現在。割合は議決権所有割合。
- 株式会社ラジオ関西 - 52.4%
- 神戸新聞興産株式会社 - 100%
- 株式会社神戸新聞輸送センター - 100%
- 株式会社神戸新聞事業社 - 100%
- 株式会社神戸新聞総合印刷 - 100%
- 株式会社京阪神エルマガジン社 - 98.0%
- 株式会社デイリースポーツ - 100%
- 株式会社神戸新聞会館 - 100%
- 株式会社サンテレビジョン - 46.4%
- 株式会社神戸新聞総合折込 - 48.1%
- 株式会社デイリースポーツ・クオリティ - 100%